# Augrabies Falls nationalpark
Augrabies Falls nationalpark ligger i norra delen av Norra Kapprovinsen i Sydafrika väster om staden Upington. Vid vattenfallet Augrabies störtar Oranjefloden cirka 56 meter. Namnet kommer från språket khoisan där aukoerebis betyder "platsen med mycket oljud". Efter vattenfallet följer en cirka 18 km lång kanjon.
I den klippiga delen nära floden hittas ofta träd av arten Aloe dichotoma och klippspringare (Oreotragus oreotragus) och klipphyrax (Procavia capensis). Mera plana områden i andra delar av nationalparken befolkas av sebror, giraffer, springbock (Antidorcas marsupialis) och gemsbock (Oryx gazella).